# بيتي رين رايت
بيتي رين رايت (بالإنجليزية: Betty Ren Wright)‏ (15 يونيو 1927، ميشيغان في الولايات المتحدة - 31 ديسمبر 2013، راسين في الولايات المتحدة)؛ كاتِبة مُتخصِّصة في أدب الأطفال وروائية أمريكية.

## روابط خارجية
- بيتي رين رايت على موقع IMDb (الإنجليزية)
- بيتي رين رايت على موقع قاعدة بيانات الفيلم (الإنجليزية)